# جزیره تامنا
جزیره تامنا (انگلیسی: Tamra, the Island; کره‌ای: 탐나는도다) یک مجموعه تلویزیونی کره جنوبی سال ۲۰۰۹ با بازی سو وو و لیم جو-هوان است. این مجموعه از ۸ اوت تا ۲۷ سپتامبر ۲۰۰۹، روزهای شنبه و یکشنبه ساعت ۱۹:۵۵ (کی‌اس‌تی) از ام‌بی‌سی برای ۲۰ قسمت پخش شد. این مجموعه در قرن هفدهم، زمان گسترش استعمار اروپا در خاور دور واقع شده‌است. درون‌مایه‌های درگیری قومی و بیگانه‌هراسی، نابرابری اجتماعی و نشخوار ذهنی در سراسر سریال دیده می‌شود؛ اما بااینحال جنبه کمدی رمانتیک در خط مقدم روایت داستان باقی می‌ماند.

## بازیگران

### اصلی
- سو وو در نقش جانگ بو جین
- لیم جو-هوان در نقش پارک گیو
- Pierre Deporte در نقش ویلیام اسپنسر[۱][۲]
- لی سونگ مین در نقش سو رین
- لی سون هو در نقش یان کاوامورا